# Bréville, Charente
 Bréville  là một xã thuộc tỉnh Charente trong vùng Nouvelle-Aquitaine tây nam nước Pháp. Xã nay có độ cao từ 15-31 mét trên mực nước biển.